# Décès en 1178
Décès
- 1174
- 1175
- 1176
- 1177
- 1178
- 1179
- 1180
- 1181
- 1182

Cette page dresse une liste de personnalités mortes au cours de l'année 1178 :
- 12 avril : Sebastian Ziani, doge de Venise.
- 23 décembre : Étienne de Fougères, évêque de Rennes.
- 30 décembre : Pribislav Ier, prince de Mecklembourg.

- Ada de Warenne, noble anglo-normande mère de deux rois écossais, Malcolm IV d'Écosse et Guillaume Ier d'Écosse.
- Amédée Ier de Genève, comte de Genève.
- Anthelme de Chignin, moine chartreux.
- Centulle III de Bigorre, vicomte de Marsan et un comte de Bigorre.
- Christina de Norvège, princesse royale norvégienne.
- Fujiwara no Narichika, kuge japonais (noble de court) qui participe au complot contre la domination du clan Taira à la cour impériale.
- Michel III d'Anchialos, patriarche de Constantinople.
- Yves de Nesle, comte de Soissons.

## Crédit d'auteurs
- Cet article est partiellement ou en totalité issu de l'article intitulé « 1178 » (voir la liste des auteurs).